# Sherwood (Wisconsin)
Sherwood es una villa ubicada en el condado de Calumet en el estado estadounidense de Wisconsin. En el Censo de 2010 tenía una población de 2.713 habitantes y una densidad poblacional de 298,18 personas por km².

## Geografía
Sherwood se encuentra ubicada en las coordenadas 44°10′37″N 88°16′30″O / 44.17694, -88.27500. Según la Oficina del Censo de los Estados Unidos, Sherwood tiene una superficie total de 9.1 km², de la cual 8.95 km² corresponden a tierra firme y (1.62%) 0.15 km² es agua.

## Demografía
Según el censo de 2010, había 2.713 personas residiendo en Sherwood. La densidad de población era de 298,18 hab./km². De los 2.713 habitantes, Sherwood estaba compuesto por el 96.83% blancos, el 0.52% eran afroamericanos, el 0.48% eran amerindios, el 0.77% eran asiáticos, el 0% eran isleños del Pacífico, el 0.41% eran de otras razas y el 1% pertenecían a dos o más razas. Del total de la población el 1.47% eran hispanos o latinos de cualquier raza.